# Vandløb i Danmark
Dette er en liste over vandløb i Danmark.
| Navn         | Længde (km) | Udspring                                | Udmunding        | Landsdel      |
| ------------ | ----------- | --------------------------------------- | ---------------- | ------------- |
| Gudenå       | 149         | Tinnet Krat                             | Randersbro       | Østjylland    |
| Storå        | 104         | Gludsted Plantage                       | Felsted Kog      | Vestjylland   |
| Skjern Å     | 94          | Tinnet Krat                             | Ringkøbing Fjord | Vestjylland   |
| Suså         | 87          | Tingerup Tykke                          | Karrebæk Fjord   | Sydsjælland   |
| Karup Å      | 83          | Sammenløbet af Skygge Å og Bording Å    | Skive Fjord      | Midtjylland   |
| Ribe Å       | 71          | Stavnagergård                           | Kammerslusen     | Sønderjylland |
| Vidå         | 69          | Store Emmerske                          | Vidå Sluse       | Sønderjylland |
| Uggerby Å    | 66          | Sterup                                  | Tannisbugt       | Nordjylland   |
| Ryå          | 62          | Nær Hellum                              | Limfjorden       | Nordjylland   |
| Kongeåen     | 60          | Øster Vamdrup                           | Vadehavet        | Sønderjylland |
| Odense Å     | 60          | Arreskov Sø                             | Odense Fjord     | Fyn           |
| Lindenborg Å | 47          | Syd for Rold Skov                       | Limfjorden       | Nordjylland   |
| Varde Å      | 40          | Sammenløbet af Grindsted Å og Ansager Å | Myrtue           | Sydjylland    |
| Aarhus Å     | 40          | Astrup Mose                             | Aarhusbugten     | Østjylland    |
| Mølleåen     | 30          | Hettings Mose                           | Øresund          | Nordsjælland  |
| Liver Å      | 20          | Sammenløbet af Hundelev Å og Stenvad Å  | Skagerrak        | Nordjylland   |
| Esrum Å      | 10          | Esrum Sø                                | Øresund          | Nordsjælland  |
| Nivå         | 7,5         | Grønholt Hegn                           | Øresund          | Nordsjælland  |
| Grønholt Å   |             | Grønholt Hegn                           | Nivå             | Nordsjælland  |
| Grenaaen     | 7           | Hesselager                              | Kattegat         | Østjylland    |
| Halleby Å    | 62          | Sammenløbet af Regstrup Å og Åmose Å    | Jammerland Bugt  | Vestsjælland  |